# Шульц, Юханна фон
Юханна фон Шульц (швед. Johanna Carolina Ulrika von Schoultz, 6 марта 1813 — 28 февраля 1863) — финско-шведская певица.

## Биография
Юханна фон Шульц родилась в Стокгольме в 1813 г. Её родителями были Нильс Фредрик фон Шульц, дворянин и вице-губернатор Ваасы, и Юханна Генриетта Грипенберг.
Юханна занималась музыкой с 12 лет: училась пению у певца и педагога Карла Магнуса Крелиуса. Её дебют как певицы состоялся в 1828 г. в Стокгольме на концерте, проводившемся в церкви (Ladugårdslands kyrka).
Она отправилась в поездку по Европе для дальнейшего обучения пению: у Джузеппе Сибони в Копенгагене, Романи и Джованни Веллути В Италии.
В 1831 г. она была введена в Шведскую королевскую музыкальную академию, когда ей было всего 18 лет. В дальнейшем Юханна выступала в Ла Скала (Милан), Сан-Карло (Неаполе) и других самых престижных концертных сценах Италии. В 1833 г. она вместе с итальянской певицей Джулией Гризи впервые выступила в Париже, где имела успех. Юханна являлась второй певицей родом из Скандинавии (после Юстины Касальи), которая выступала в Южной Европе. Затем последовали гастроли по Швеции, Норвегии, Финляндии.
Певческая карьера Юханны продлилась менее 10 лет: у неё открылось кровохарканье, сильный и глубокий голос ослаб, и она была вынуждена прекратить петь. Она вышла замуж за богатого инженера Феликса Бранда, уехала с ним в Финляндию и поселилась в городе Хямеэнлинна, где преподавала пение и игру на фортепиано и руководила хором. В 1852 г. Юханна родила дочь, но ребёнок умер, прожив всего 4 месяца.
Юханна умерла от болезни в Хельсинки, немного не дожив до 50 лет.